# Vesti la giubba

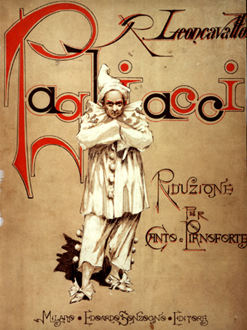
Coberta de la primera edició de Pagliacci

"Vesti la giubba" ("Posa't el vestit") és una ària de tenor molt coneguda de Pagliacci (1892), una de les òperes més destacades de Ruggero Leoncavallo. "Vesti la giubba" s'interpreta al final del primer acte, quan Canio descobreix la infidelitat de la seva muller però no obstant això s'ha de preparar per a la seva actuació com el pallasso Pagliaccio perquè "l'espectacle ha de continuar".
Aquesta ària és sovint considerada una de les més emotives del repertori operístic de finals del segle xix. El dolor de Canio és retratat en l'ària i exemplifica la idea del "pallasso tràgic": somrient en l'exterior però plorant per dins. Aquest és un tema encara avui molt representat, car sovint els pallassos es maquillen una llàgrima que els rodola galta avall.
Segons el Llibre Guinness dels Rècords, aquesta ària, interpretada per Enrico Caruso i enregistrada el novembre de 1902, va ser el primer disc que vengué més d'un milió d'exemplars de la història.

## Lletra i traducció
| "Vesti la giubba"                                              |
|                                                                |
| Interpretada Enrico Caruso, enregistrada el 17 de març de 1907 |
|                                                                |

| Recitar! Mentre preso dal delirio, non so più quel che dico, e quel che faccio! Eppur è d'uopo, sforzati! Bah! Sei tu forse un uom? Tu se' Pagliaccio! Vesti la giubba e la faccia infarina. La gente paga, e rider vuole qua. E se Arlecchin t'invola Colombina, ridi, Pagliaccio, e ognun applaudirà! Tramuta in lazzi lo spasmo ed il pianto in una smorfia il singhiozzo e 'l dolor, Ah! Ridi, Pagliaccio, sul tuo amore infranto! Ridi del duol, che t'avvelena il cor! | Actuar! Mentre sóc pres del deliri, ja no sé el que em dic ni el que faig! I tanmateix és necessari… Esforça't! Bah! Ets un home? Tu ets un pallasso! Posa't el vestit i enfarina't la cara. La gent paga i aquí vol riure. I si Arlequí et pren Colombina, riu, Pagliaccio, i tothom t'aplaudirà! Transforma en bromes l'angoixa i el plor en una ganyota els gemecs i el dolor, ah! Riu, Pagliaccio, damunt el teu amor destrossat! Riu del dolor que t'enverina el cor! |